# Ramón Garbey
Ramón Garbey (* 31. März 1971 in Santiago de Cuba) ist ein kubanischer Boxer.
Er ist der Neffe von Rolando Garbey.

## Amateur
Garbey war ein überragender Amateurboxer. Er gewann alle drei Duelle gegen seinen Landsmann Juan Carlos Gómez, besiegte zweimal Antonio Tarver und schlug auch Sven Ottke 1992 vorzeitig.
1989 wurde Garbey in Bayamón Juniorenweltmeister im Mittelgewicht, 1990 belegte er beim Weltcup-Turnier in Havanna den zweiten Platz. Im Jahr 1991 gewann er bei den Senioren die Panamerikanischen Spiele und nahm an den Weltmeisterschaften in Sydney teil, dort besiegte er Chris Byrd, unterlag aber im Finale dem Russen Alexander Lebsjak.
Für die Olympischen Spiele 1992 konnte er sich allerdings nicht qualifizieren, da Ariel Hernández, dem er in diesem Jahr zweimal unterlegen war, als kubanischer Vertreter im Mittelgewicht nominiert wurde.
1993 wechselte er in das Halbschwergewicht und wurde er in Tampere Weltmeister im Halbschwergewicht, unter anderem mit einem Sieg über Wojciech Bartnik. Beim Weltcup 1994 in Bangkok scheiterte er dann allerdings bereits im Achtelfinale. Seine einzige nationale Meisterschaft gewann er im Jahr 1996, verlor im selben Jahr jedoch beim Chemiepokal gegen Wassili Schirow und bei einem Turnier in Bulgarien gegen Pietro Aurino.

## Profi
1996 floh er aus Kuba und wurde in Florida Profi im Cruisergewicht.
Er besiegte den guten Nehmer Leeonzer Barber vorzeitig, unterlag aber 1999 überraschend Napoleon Tagoe und einem wiedererstarkenden James Toney nach Punkten. Er versuchte sich kurz im Schwergewicht gegen den ungeschlagenen Fres Oquendo, hatte diesen am Boden und verlor wieder mangels Energie nach Punkten. 2001 konnte er Ezra Sellers und Saul Montana k. o. schlagen, kämpfte anschließend aber nur noch unregelmäßig. Seinen letzten Kampf gewann er nach dreijähriger Pause 2009 gegen Mike Sheppard, seine Bilanz liegt damit bei 19 Siegen (13 durch K. o.) und 4 Niederlagen in 23 Profikämpfen.